# Вагинский сельсовет (Красноярский край)
Вагинский сельсовет — сельское поселение в Боготольском районе Красноярского края.
Административный центр — село Вагино.

## Население
| 2010 | 2012  | 2013  | 2014  | 2015  | 2016  | 2017  |
| ---- | ----- | ----- | ----- | ----- | ----- | ----- |
| 1292 | ↘1252 | ↘1234 | ↘1207 | ↘1195 | ↘1163 | ↘1144 |

## Состав сельского поселения
| № | Населённый пункт | Тип населённого пункта       | Население |
| - | ---------------- | ---------------------------- | --------- |
| 1 | Вагино           | село, административный центр | 678       |
| 2 | Дмитриевка       | село                         | 140       |
| 3 | Ильинка          | деревня                      | 188       |
| 4 | Коробейниково    | деревня                      | 169       |
| 5 | Павловка         | деревня                      | 117       |

## Местное самоуправление
Вагинский сельский Совет депутатов
Дата избрания: 14.03.2010. Срок полномочий: 5 лет. Количество депутатов: 10
Глава муниципального образования
- Сибейко Вера Петровна. Дата избрания: 14.03.2010. Срок полномочий: 5 лет